# Dracaena cubensis
Dracaena cubensis är en sparrisväxtart som beskrevs av Frère Marie-Victorin. Dracaena cubensis ingår i släktet dracenor, och familjen sparrisväxter. Inga underarter finns listade i Catalogue of Life.